# Tegenion
Een tegenion is een ion dat een andere ionsoort vergezelt om te voldoen aan de elektrische neutraliteitsvoorwaarde. In lithiumchloride (LiCl) is lithium (als Li+) het tegenion van het chloride-ion (Cl−) en vice versa.

## Elektrische neutraliteit
Een tegenion is mobiel en zorgt er te allen tijde voor dat de elektrische neutraliteit wordt bewaard. Een waterige oplossing van natrium-ionen (Na+) kan niet op zichzelf bestaan: er zijn steeds negatieve tegenionen (bijvoorbeeld fluoride-ionen) nodig om de oplossing elektrisch neutraal te maken. Uitzonderingen zijn situaties waarin ionen op zichzelf voorkomen en geen tegenion bezitten, zoals bij massaspectrometrie en in plasma.

## Ionenwisselaars
In ionenwisselaars worden tegenionen gebruikt om ongewenste ionen uit een oplossing te halen. Deze techniek wordt bijvoorbeeld toegepast om water te ontharden (door calcium en magnesium uit hun carbonaatzouten te verdrijven) of om gedemineraliseerd of ultrapuur water te produceren.

## Toepassing in de elektrochemie
De term wordt in de elektrochemie vaak gebruikt om aan te geven dat het ion zich in een oplossing bevindt, maar dat er verder geen aandacht aan wordt geschonken. Wanneer het redoxgedrag van kobalt (als Co2+) wordt bestudeerd, dan wordt dit kobalt bijvoorbeeld als kobalt(II)nitraat in de oplossing gebracht. De nitraat-ionen zijn in dat geval de tegenionen, zij spelen geen rol in de bestudeerde elektrochemische processen (zij worden elektrochemisch inactief genoemd) en kunnen zonder bezwaar vaak door sulfaat of een halogenide vervangen worden. Perchloraat wordt vaak gebruikt als tegenion, omdat bijna alle perchloraten zeer goed oplosbaar zijn in water.